# روسا فونتانا
روسا فونتانا (اسپانیایی: Rosa Fontana‎؛ زادهٔ ۲۱ ژانویه ۱۹۳۸) بازیگر اهل اسپانیا است.
از فیلم‌هایی که وی در آن‌ها نقش داشته است، می‌توان به  سه همسر بی‌نقص اشاره نمود.